# Władysław Koziebrodzki
Władysław Koziebrodzki herbu Jastrzębiec,  pseudonim Juliusz Bolesta (ur. 29 czerwca 1839 r. w Kołodziejówce koło Tarnopola, zm. 13 lutego 1893 w Chłopicach) – polski pisarz, poseł do Sejmu Krajowego Galicji IV,  V i VI kadencji (1877-1893), hrabia, właściciel dóbr Chłopice. Był również posłem do austriackiej Rady Państwa, a także działaczem społecznym, alpinistą i prezesem Towarzystwa Tatrzańskiego.

## Życiorys
Był synem  Adama i Matyldy Zagórskiej. W 1857 ukończył Instytut Techniczny w Krakowie będąc równocześnie wolnym słuchaczem UJ. Już w latach 60. XIX wieku uczestniczył w wycieczkach po Tatrach. W 1861 r. był gościem rodziny Homolacsów w Kuźnicach. Brał wówczas udział w wyprawie przez Zawrat, Zawory, Koprową Przełęcz i Mięguszowiecką Przełęcz pod Chłopkiem, podczas której polowano na kozice. Koziebrodzki wspomnienie z polowania umieścił w „Kłosach” (nr 526-528/1875) w artykule Polowanie na kozice w Tatrach) – optował w nim za ochroną kozic przed kłusownikami.
W Alpach po raz pierwszy był w 1862. Wszedł wówczas jako pierwszy Polak na Jungfrau i próbował, wraz z Mieczysławem Reyem oraz dwoma Francuzami, zdobyć Mont Blanc (z powodu niepogody zawrócili spod Grand Plateau). W latach 1863–1864 walczył w powstaniu styczniowym, po którym na krótko został uwięziony przez władze austriackie. Po opuszczeniu więzienia tarnowskiego udał się na emigrację do Szwajcarii i do r. 1866 mieszkał w Nyon, studiując nauki społeczne, spędził też dużo czasu w górach – zarówno wspinając się, jak i polując na kozice. W 1865 pod pseudonimem Juliusz Bolesta opublikował broszurę Być albo nie być, w której, analizując niepowodzenia polskich zrywów niepodległościowych, za główną tego przyczynę uznał bierność szerokich mas narodu. Prawdopodobnie w początkach 1867 powrócił do Galicji, bo w latach 1868–1871 dzierżawił majątek  Ludwinów pod Krakowem, organizował w nim  wieczory dla krakowskiego środowiska artystyczno-literackiego. 
26 stycznia 1877 z okręgu wielkiej własności obwodu tarnowskiego w wyborach uzupełniających wszedł jako poseł do  Sejmu Krajowego. Wiele wystąpień poświęcił szkolnictwu rolniczemu. Zwracał uwagę na potrzebę rozwoju szkół ludowych i technicznych. W 1889 przeprowadził wniosek w sprawie zbadania stanu uzdrowisk galicyjskich celem opracowania statutu uzdrowiskowego. W latach 1891–1893 sprawował mandat deputowanego do Rady Państwa (VIII kadencja) z okręgu gmin wiejskich Jarosław–Cieszanów. Był członkiem, a następnie prezesem Rady Powiatowej w Jarosławiu, członkiem Zarządu Macierzy Polskiej i Towarzystwa Oświaty Ludowej we Lwowie, Członek i działacz Galicyjskiego Towarzystwa Gospodarskiego, jego wiceprezes (28 czerwca 1891 -13 czerwca 1893) a także prezes oddziału jarosławskiego GTG. 
W latach 1891–1893 aktywnie pełnił funkcję prezesa Towarzystwa Tatrzańskiego. Dbał wtedy o budowę nowych ulic w Zakopanem i dróg u podnóży gór. Występował w Sejmie i Radzie Państwa w obronie praw Polski w kwestii sporu o Morskie Oko. Od 16 sierpnia 1877 był żonaty z Emilią z Głogowskich (1853–1883). Po ślubie nabył wieś Chłopice pod Jarosławiem. Kilka lat spędził w uzdrowiskach zagranicznych, próbując ratować zdrowie żony (1880–1883, Mentona, Merano). Zmarł po długotrwałej i ciężkiej chorobie w Chłopicach, tam też został pochowany. Pozostawił córki: Annę (ur. 1878) oraz Ewę Anielę (ur. 1879), żonę Władysława Dzieduszyckiego.

## Twórczość literacka
Był autorem utworów dramatycznych, głównie krótkich komedii cenionych przez teatry amatorskie:
- Po śliskiej drodze (1867)
- Zawierucha (1867)
- Hrabia Marian (1869)
- Po ślubie (1870)
- W jesieni (1872)
- Miłe złego początki (1874)
- Stryj przyjechał (1879)
- U doktora (1892)
- Nauczycielka (wyst. 1892)
- Zazdrośni (wyst. 1892)

oraz powieści pt. Pierwszy karnawał Ireny opublikowanej w "Tygodniku Romansów i Powieści" (1879).